# Bridgestone
Bridgestone Corporation (株式会社ブリヂストン, Kabushiki-gaisha Burijisuton) (TSE : 5108) est un fabricant japonais de pneus fondé en 1931 par Shōjirō Ishibashi (石橋 正二郎, Ishibashi Shōjirō) au Japon. Le nom « Bridgestone » provient de la traduction et de la transposition en anglais de « ishibashi », signifiant « pont de pierre » en japonais. En 2023, le chiffre d'affaires de Bridgestone en fait le second plus gros groupe pneumatique mondial, légèrement derrière Michelin.

## Histoire

### Origine
Né en 1889 dans la préfecture de Fukuoka, Shōjirō Ishibashi reprend l’entreprise familiale à 17 ans, spécialisée dans le textile. Il se lance ensuite dans la fabrication de semelles en caoutchouc, avant d’investir le secteur automobile.
Le premier pneu Bridgestone est fabriqué le 9 avril 1930 par la marque Japonaise Tabi de Shojiro Ishibashi. Un an plus tard, le 1er mars 1931, Ishibashi profite de l’indépendance de la division pneu de Tabi pour fonder Bridgestone.
Le nom de la compagnie s'inspire du nom du fondateur, dont les deux kanjis signifient « pierre » (石, soit stone en anglais) et « pont » (橋, soit bridge en anglais), formant le nom Ishibashi (石橋, Ishibashi). Cependant, en japonais, comme en anglais, le nom principal est situé en deuxième position ; ainsi la traduction aurait dû être Stonebridge. Mais Shōjirō Ishibashi n'aimait pas cette version et décida d'inverser les deux mots.
Pour sortir de la dépendance vis-à-vis des technologies européennes et nord-américaines, Bridgestone Tyre CO., Ltd. fabrique des pneus entièrement basés sur des technologies japonaises. Les premières années, l’entreprise rencontre des difficultés sur les terrains technologiques, productifs et de la vente. Mais l’amélioration de la qualité et des processus de fabrication permet à Bridgestone de prospérer à la fois au Japon et à l’international.
« Servir la société avec des produits de qualité supérieure » : telle est la philosophie de Shojiro Ishibashi. Cela s'est reflété dans le travail effectué dans les années 2000, par exemple en devenant un des leaders du domaine des pneus Runflat, permettant de continuer à rouler après une crevaison.Cette dernière a permis de consolider la stratégie de développement et les valeurs du groupe. Elle est basée sur plusieurs piliers qui correspondent à des expressions japonaises et régissent les façons de travailler des collaborateurs du groupe.

### Historique pendant et après la Seconde Guerre mondiale
Les restrictions subies par le Japon au cours de la guerre affectent fortement l’activité des pneus. Presque toute la production de Bridgestone se destine aux besoins de l’armée. Si la guerre s’achève en 1945, l’entreprise comme le pays sont dévastés ; le quartier général est détruit au cours de bombardements aériens et tout ce que l’entreprise possédait à l’étranger est perdu. Mais les usines de Kurume et Yokohama sont épargnées et la production peut reprendre dès le lendemain de la guerre. À l’issue d’une grève qui dure 46 jours, la pérennité de l’entreprise est sauvegardée.
Bridgestone commence une production de motos, mais la part principale de son chiffre d’affaires demeure la vente de pneus à des concurrents qui fabriquent des motos tels que Honda, Suzuki et Yamaha avant que l’entreprise ne se décide à cesser définitivement son activité moto.

### Innovations technologiques
En 1951, alors que Bridgestone enclenche un plan de modernisation de cinq ans, elle est la première entreprise à commercialiser des pneus à rayons. Une nouvelle usine Bridgestone ouvre à Kyobashi (Tokyo), là où se trouve aujourd’hui le musée Bridgestone. Le chiffre d’affaires dépasse les dix milliards en 1953, ce qui place l’entreprise au sommet de l’industrie du pneu au Japon. Bridgestone fête ses 25 ans à Kurume.
La vente de pneus en nylon débute en 1959 et une nouvelle usine ouvre à Tokyo en 1960 afin de subvenir à la demande du marché de la motorisation en forte expansion.

### Pneus à carcasse radiale et expansion internationale
En 1973, alors que le Japon connaît une stagnation économique en raison du premier choc pétrolier, l’entreprise se focalise de plus en plus sur son développement technologique autour de la fabrication de pneus radiaux ; le Super Filler Radial arrive sur le marché en 1978, et en 1979 l’entreprise propose le pneu hautes performances Potenza.
Bridgestone s’engage très largement dans une expansion internationale, marquée par son implantation en Indonésie et en Iran en 1976. L’entreprise investit aussi dans un fabricant de pneus Taïwanais et s’offre une usine de pneus et une usine de produits diversifiés en Australie en 1980.
Le fondateur de l’entreprise Shojiro Ishibashi meurt le 11 septembre 1976.
Le 1er mars 1981, Bridgestone fête son 50e anniversaire. Au même moment, l’entreprise met en œuvre une stratégie de renforcement de ses activités japonaises avec l’objectif de devenir l’un des trois premiers fabricants de produits en caoutchouc. De nouvelles usines s’installent en Thaïlande, Inde, Pologne, Chine, États-Unis et d’autres pays.[réf. nécessaire] L’entreprise est rebaptisée en 1984 : Bridgestone Tyre CO., Ltd devient Bridgestone Corporation.
Le Groupe achète Firestone en 1988.[réf. nécessaire]

### Histoire récente
En octobre 2015, Bridgestone tente d'acquérir pour 835 millions de dollars le vendeur de pièces automobiles américain Pep Boys, qui possède 800 points de vente, pour compléter les 2 200 points de vente que possède Bridgestone dans la vente de pièces automobiles et de pneumatiques. Cependant en décembre 2015, Bridgestone refuse de renchérir par rapport à l'offre de 1 milliard de dollars d'Icahn Enterprises (en) sur Pep Boys.
En janvier 2019, Bridgestone annonce l'acquisition de TomTom Telematics, la filiale de TomTom spécialisée dans la gestion de flotte, pour 910 millions d'euros. TomTom Telematics devient alors Webfleet.
En janvier 2021, LafargeHolcim annonce l'acquisition de la filiale Firestone Building Products de Bridgestone, filiale spécialisée dans les couvertures de toits, pour 3,4 milliards de dollars.

## L’implantation internationale de Bridgestone

### Bridgestone dans le monde
Bridgestone dispose de nombreuses usines de fabrication dans de nombreux pays autour du globe. En avril 2011, l’entreprise possède 47 usines de pneus, 19 de matériaux bruts, 89 de produits diversifiés, 4 centres techniques et 11 terrains d’essais internationaux.
Ses ventes nettes atteignent 35,1 milliards de dollars en 2012 (en augmentation de 0,5 % par rapport à 2011). Géographiquement, ses ventes se répartissent entre les Amériques (44 %), le Japon (23 %), l'Europe (11 %) et le reste du monde (11 %). Bridgestone est dirigé par Masaaki Tsuya.
Parmi les nombreux pays qui accueillent une ou des usines Bridgestone :
- Amériques : Argentine, Brésil, Bolivie (à partir de 2027), Canada, Colombie, Costa Rica, États-Unis, Mexique, Puerto Rico (à partir de 2025), Venezuela.
- Asie et Océanie : Australie, Chine (jusqu’en 2019), Corée du Sud (à partir de 2022), Inde, Indonésie, Japon, Myanmar (à partir de 2021), Taiwan, Thaïlande, Vietnam.
- Europe : Belgique, Biélorussie (à partir de 2026), Estonie (à partir de 2024), France (jusqu'en 2021), Hongrie, Italie, Pologne, Portugal, Espagne, Turquie.
- Afrique : Afrique du Sud, Cameroun (à partir de 2020), Kenya (à partir 2023).

### Bridgestone en Europe
Le siège de Bridgestone UE est situé à Bruxelles (Belgique) depuis 1972. Il y a 7 usines sur le continent et un centre de R&D de 32 hectares près de Rome (Italie). L’entreprise commercialise plus de 25 millions de pneus chaque année via ses 17 filiales nationales et ses deux distributeurs. Elle emploie directement plus de 12 000 personnes sous la direction de son PDG, Monsieur Tsuya.
Bridgestone dispose de QG nationaux dans plusieurs grandes villes européennes : Vienne, Autriche ; Prague, République Tchèque ; Hinnerup, Danemark ; Vantaa, Finlande ; Fresnes, France ; Bad Homburg, Allemagne ; Athènes, Grèce ; Budapest, Hongrie ; Dublin, Irlande ; Milan, Italie ; Moerdijk, Pays-Bas ; Oslo, Norvège ; Varsovie, Pologne ; Alcochete, Portugal ; Madrid, Espagne ; Sundsvall, Suède ; Spreitenbach, Suisse, et Warwick, Royaume-Uni. Bridgestone EU opère le système Truckpoint qui permet aux flottes de véhicules de se rendre dans les garages approuvés par l’entreprise en Europe et d’obtenir le travail spécialisé Bridgestone sur leurs pneus.

### Bridgestone en France

#### Activité
Bridgestone France est une entité de Bridgestone EMEA, filiale régionale du groupe Bridgestone, dirigée par Benoit Raulin (Directeur Général France & Benelux). En France, l’entreprise réalise un chiffre d’affaires de 1,1 milliard d’euros et emploie près de 5 000 personnes. Elle est basée à Rungis en région parisienne.
En France, le groupe Bridgestone est présent sur les segments de marché suivants : véhicules particuliers, moto, poids lourds, génie civil, agraire, flotte, rechapage.

#### Filiales et réseaux de distribution
Bridgestone dispose d’un réseau de distribution dense :
- Acquisition du réseau Speedy en 2016 (500 points de vente en propre et franchisés)
- Acquisition du réseau Côté route en 2017 (120 points de vente en propre et adhérents)
- Acquisition de la filiale First Stop en 2017 (350 points de vente)
- Acquisition de la société Pneus à Bas prix en 2016 avec des agences dans le Nord-Ouest de la France[23]

#### Le site de production de Béthune
L’usine Bridgestone de Béthune, implantée depuis 1961, est un des premiers sites européens de production du groupe. Elle regroupe la production de pneus de la marque Bridgestone et Firestone, ainsi qu’un centre de stockage central pour toute l’Europe. Avec 1 100 collaborateurs, le site de Béthune produit en continu 24h/24 pour fabriquer 16 000 pneus par jour. C’est le plus grand site de production européen Bridgestone de pneumatiques hiver.
Avec l’agence intérim Randstad, hébergée sur place, le site abrite une formation interne : « Le campus des Métiers de Bridgestone Béthune ».
Le 16 septembre 2020, l'entreprise japonaise a annoncé la fermeture du site de Béthune en 2021 mettant au chômage plus de 850 salariés, après avoir supprimé en août 2019 plus de 100 postes d'intérimaires sur les 148 que comptait l'usine.
Le 12 novembre 2020, la ministre de l'industrie, Agnès Pannier-Runacher, annonce la fermeture du site de Béthune, éteignant les derniers espoirs des salariés qui s'accrochaient à une proposition de l'Etat français de maintenir une partie des 850 salariés. Des offres de reprise vont être fournies pour tenter de sauvegarder des emplois dans une région déjà en difficulté sur le plan de l'offre de travail.
Début février 2021, la direction annonce qu'elle va présenter le 11 février le plan de sauvegarde de l'emploi aux représentants syndicaux. Sur les 863 emplois concernés par ce PSE, une centaine de salariés vont être mis en pré-retraite et une soixantaine a déjà retrouvé un emploi. Le PSE est validé par la Direction régionale des entreprises, de la concurrence, de la consommation, du travail et de l'emploi en mars 2021. Le 30 avril 2021, l'usine cesse son activité.
Début juin 2021, la direction de Bridgestone annonce débloquer 16 millions d'euros, soit "trois fois plus que l'obligation légale" pour revitaliser le site de Béthune. Ce plan vise à recréer des conditions d'activités et d'emplois pour éviter un désastre social soixante ans après l'ouverture de l'usine.

## Activités
Les ventes nettes de Bridgestone atteignent 35,1 milliards de dollars en 2012 (en augmentation de 0,5 % par rapport à 2011). Géographiquement, les ventes se répartissent entre les Amériques (44 %), le Japon (23 %), l'Europe (11 %) et le reste du monde (11 %). Bridgestone est dirigé par Masaaki Tsuya.

### Pneumatiques
Dans le monde du pneumatique, Bridgestone est l'un des plus gros manufacturiers. Ses activités autour du pneumatique touchent l'ensemble du TC4 (Voiture de tourisme, 4X4/SUV, utilitaire), la moto, les poids lourds, le génie civil ou encore l'agraire. Pour le marché européen, l'entreprise japonaise possède son siège social en Belgique, 9 usines en Europe, un centre de R&D (recherche et développement) en Italie. Côté innovation, Bridgestone a lancé, en 2016, le pneu Driveguard, un nouveau pneu bénéficiant des avancées technologiques de la marque. Le Driveguard est un pneumatique dit « auto-réparant » grâce à sa technologie "Cooling Fin". Cette technologie permet notamment de conserver le contrôle de son véhicule lors d'une crevaison et ce même si la pression du pneumatique tombe à 0. Même si la bande de roulement est percée, le pneu Driveguard permet de rouler 80 km à 80 km/h. S'équiper de pneus Driveguard nécessite de posséder les capteurs TPMS. Bridgestone a produit son premier pneu à carcasse radiale en 1967.

## Partenariats et mécénat

### Partenariat mondial avec les Jeux Olympiques
Bridgestone est partenaire mondial des Jeux Olympiques depuis 2014, aux côtés du Comité International Olympique. Ce partenariat s’étendra jusqu’en 2024 et concernera les éditions suivantes des Jeux Olympiques :
- PyeongChang : hiver 2018
- Tokyo : été 2020[Information douteuse]
- Beijing : hiver 2022
- Paris : été 2024

Annoncé le 13 juin 2014, ce partenariat a été reconduit au 1er janvier 2017.
Le Groupe est également partenaire des Jeux Paralympiques de Tokyo en 2020 et de l’équipe paralympique américaine jusqu’en 2024. À cette occasion, la marque japonaise fournit ses pneus pour les différents véhicules de la compétition[Lesquels ?].